# アフリカアダー属
アフリカアダー属（アフリカアダーぞく、Bitis）は、爬虫綱有鱗目クサリヘビ科に含まれる属。

## 分布
アフリカ大陸、アラビア半島南部

## 形態
最大種はガボンアダーで最大全長205センチメートル。最小種はナマクアヒメアダーで頭胴長16-25.4センチメートル。体形は非常に太短い。
頭部は非常に大型。種によっては吻端に角状の突起がある。

### 毒
毒の量が多く噛まれれば致命的な種も含まれる。ガボンアダーは5センチメートルに達する毒牙を持つ。

## 分類
和名は田原(2020)に従う。
- Bitis albanica アルバニーアダー Albany adder
- Bitis arietans パフアダー Puff adder
- Bitis armata ナンブアダー Southern adder
- Bitis atropos ベルクアダー Berg adder
- Bitis caudalis ホーンドアダー Horned adder
- Bitis cornuta エダツノアダー Many-horned adder
- Bitis gabonica ガボンアダー Gaboon viper
- Bitis harenna ベールマウンテンアダー Bale Mountains adder
- Bitis heraldica アンゴラアダー Angolan adder
- Bitis inornata プレーンアダー Plain mountain adder
- Bitis nasicornis ライノセラスアダー Rhinoceros viper
- Bitis parviocula エチオピアアダー Ethiopian mountain adder
- Bitis peringueyi ペリングウェイアダー Peringuey's adder
- Bitis rhinoceros セイブガボンアダー West African Gaboon viper
- Bitis rubida レッドアダー Red adder
- Bitis schneideri ドワーフアダー Namaqua dwarf adder
- Bitis worthingtoni ケニアアダー Kenyan horned adder
- Bitis xeropaga アレヤマアダー Desert mountain adder

## 生態
熱帯雨林、草原、砂漠などに生息する。地表棲。危険を感じると体を膨らませ、噴気音を出して威嚇する。
食性は動物食で、両生類、爬虫類、鳥類、哺乳類などを食べる。
繁殖形態は胎生。1回に10-60頭の幼蛇を産む。パフアダーでは最大で156頭の幼蛇を出産した記録がある。

## 人間との関係
採掘などにより生息地の破壊が懸念されている種もいる。
噛まれた場合は人間でも命に関わる種もいる。パフアダーは分布域が広く、アフリカ大陸で最も人間の被害が多い毒蛇とされる。

## 画像

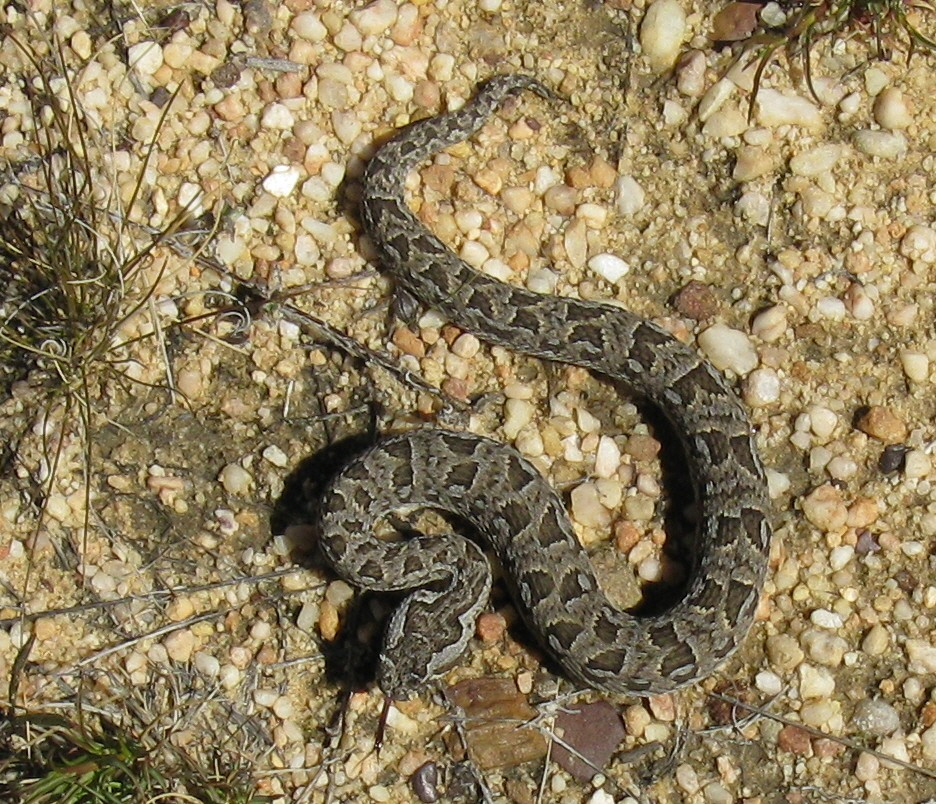
ベルクアダー B. atropos
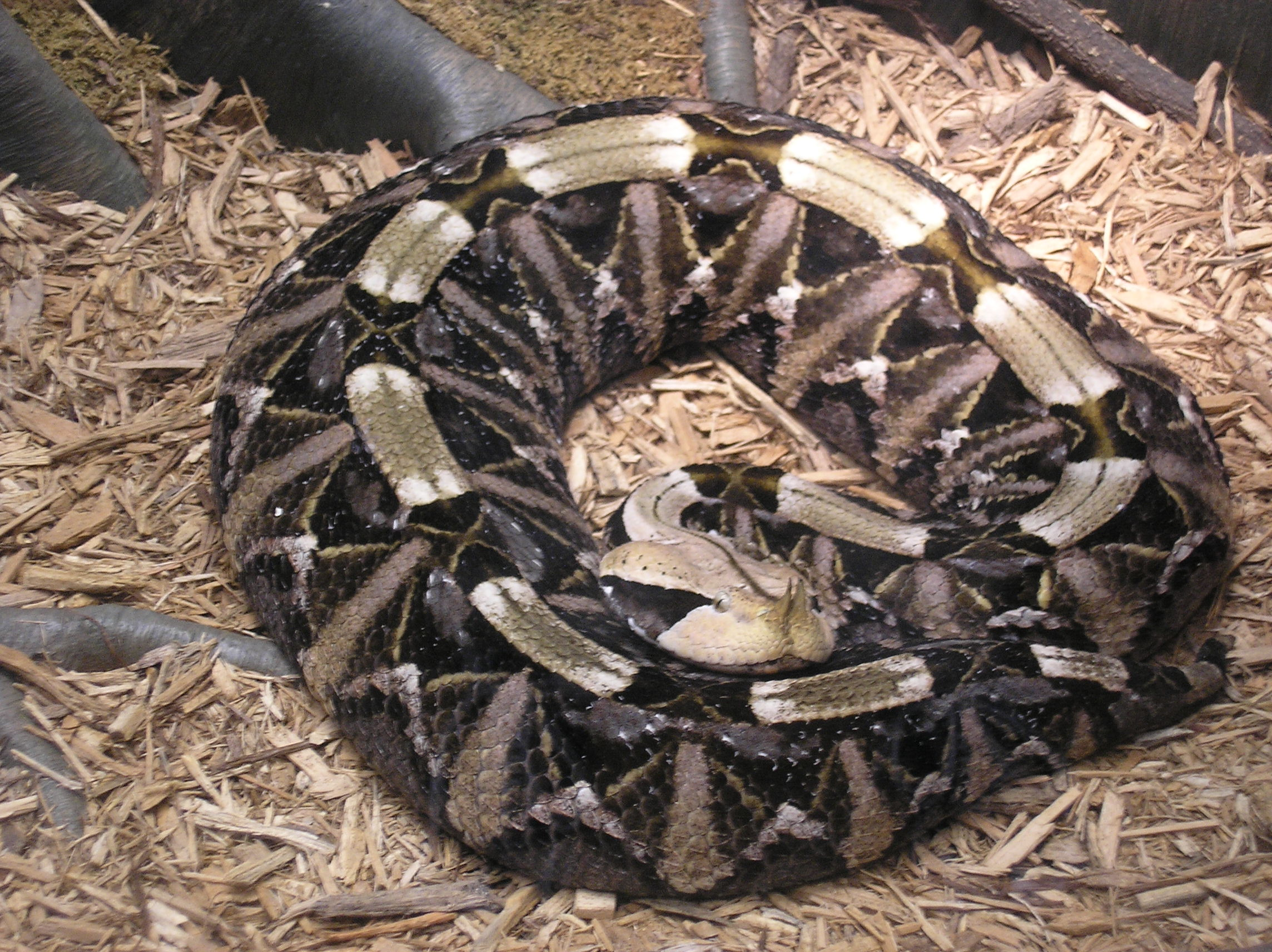
ガボンアダー B. gabonica
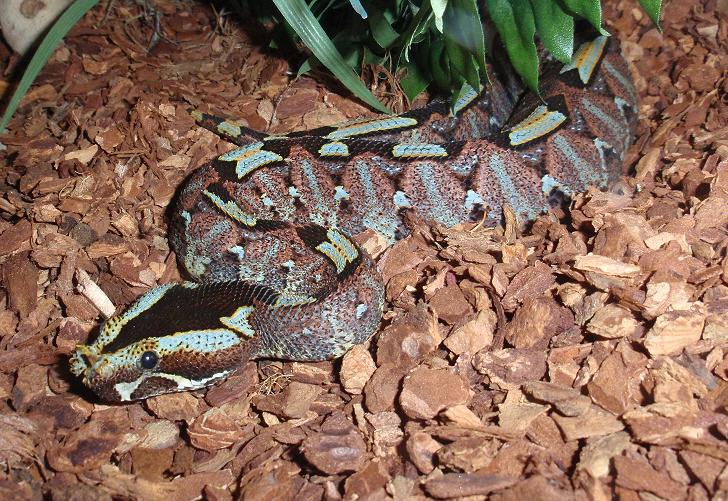
ライノセラスアダー B. nasicornis
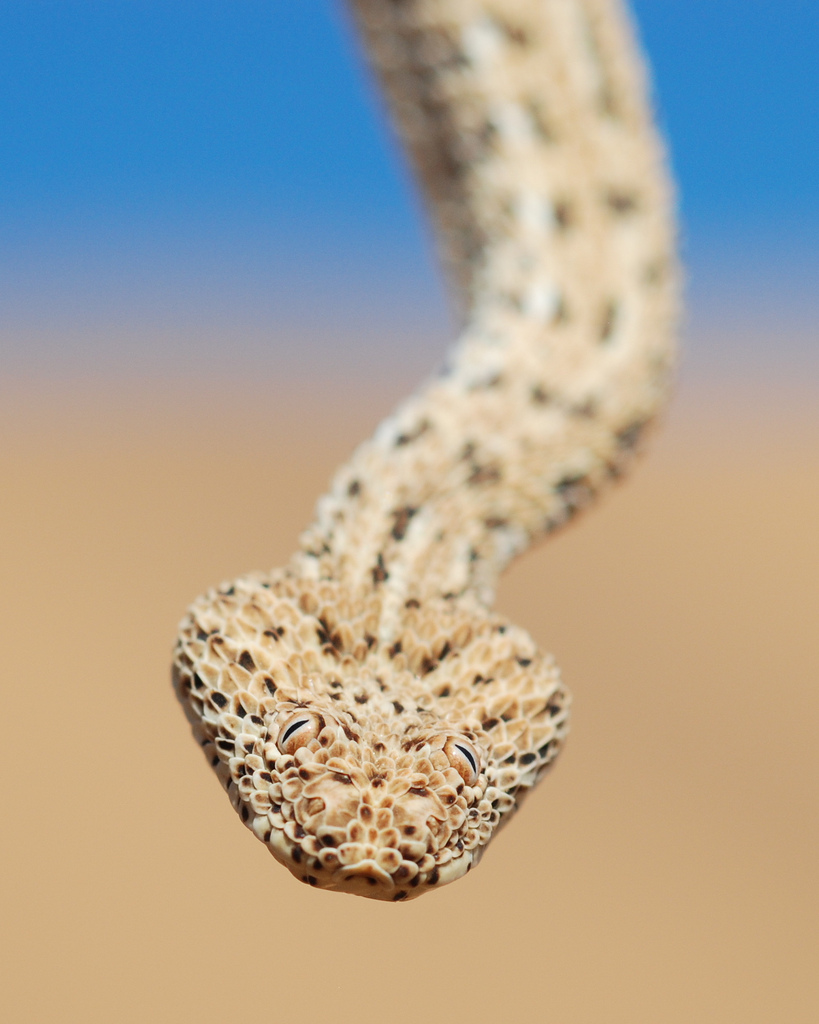
ペリングウェイアダー B. peringueyi